# ドクター・デス (テレビドラマ)
『ドクター・デス』（Dr. Death）は、同名のポッドキャストに基づいてパトリック・マクマナスが企画したアメリカの犯罪実話アンソロジーのテレビドラマ。2021年7月15日にPeacockから配信された。2022年7月に第2シーズンの製作が決定され、2023年12月21日に公開された。

## 設定
シーズン1は、患者の身体に恒久的な傷を与え、そのうち2人を殺害した罪で有罪判決を受けたアメリカの脳神経外科医、クリストファー・ダンチの物語をドラマ化している。
シーズン2は、患者に人体実験を行った罪で有罪判決を受けたスイス人外科医で医学研究者のパオロ・マッキャリーニの物語を扱っている。

## キャスト

### シーズン1

#### メイン
- クリストファー・ダンチ
  - ジョシュア・ジャクソン（小林親弘）
- キム・モーガン
  - グレイス・ガマー
- ランダル・カービー
  - クリスチャン・スレーター（西村朋紘）
- ロバート・ヘンダーソン
  - アレック・ボールドウィン（小村哲生）
- ミシェル・シュガート
  - アナソフィア・ロブ（川井田夏海）

#### リカーリング
- ドン・ダンチ
  - フレドリック・レーン
- ジョシュ・ベイカー
  - ヒューバート・ポイント＝ドゥ・ジュール（英語版）（上田燿司）
- マデリン・ベイヤー
  - メリーアン・ブランケット（英語版）（塙英子）
- アール・バーク
  - グレンジャー・ハインズ（英語版）
- ジェフリー・スカッデン医師
  - ケルシー・グラマー
- ジェリー・サマーズ
  - ドミニク・バージェス（英語版）（山本高広）
- ウェンディ・ヤング
  - モリー・グリッグス（英語版）
- エイミー・ピール
  - ライラ・ロビンス（英語版）
- スタン・ノヴァク
  - ダシール・イーブス（英語版）
- ステファニー・ウー
  - ジェニファー・キム
- ドロシー・バーク
  - ケリー・カークリン
- ロース・ケラー
  - マーセライン・ヒューゴット（英語版）

#### ゲスト
- ロビー・マクラング
  - キャリー・プレストン（英語版）（加藤有生子）

### シーズン2

#### メイン
- パオロ・マッキャリーニ
  - エドガー・ラミレス[4]（田村真）
- ベニータ・アレクサンダー
  - マンディ・ムーア[5]（佐古真弓）
- アナ・ラスブレイ医師
  - アシュリー・マデクウェ（英語版）（渡辺優里奈）
- アンダース・スヴェンソン医師
  - グスタフ・ハマーステン（英語版）（佐々木睦）
- ネイサン・ガメリ医師
  - ルーク・カービー（英語版）（三瓶雄樹）

#### リカーリング
- イェシム・チェティル
  - アリーシャ・エロザー[6]
- キム・ヴェルディ
  - ジュディ・レイエス[7]（山口協佳）
- マルヤ
  - アニカ・ボラス（英語版）[7]
- ユリア・テューリク
  - リタ・ヴォルク（英語版）[7]
- ルーク
  - グレッグ・ヒルドレス（木内太郎）
- リジー
  - セレスティナ・ハリス（三浦千幸）
- ニルス・ヘッドリー
  - ジャック・ダベンポート[7]（田所陽向）
- アンドマリアム・ベエネ
  - フェミ・オラゴーク

## エピソード

### シリーズ概要
| シーズン | シーズン | エピソード | 配信日         |
| -------- | -------- | ---------- | -------------- |
|          | 1        | 8          | 2021年7月15日  |
|          | 2        | 8          | 2023年12月21日 |

### シーズン1（2021年）
| 通算 話数 | シーズン 話数 | タイトル                                           | 監督                   | 脚本                                                 | 放送日        |
| --------- | ------------- | -------------------------------------------------- | ---------------------- | ---------------------------------------------------- | ------------- |
| 1         | 1             | "クリストファー・ダンチの謎" "Diplos"              | マギー・カイリー       | パトリック・マクマナス                               | 2021年7月15日 |
| 2         | 2             | "屈辱の日々" "Ain't No Bum"                        | マギー・カイリー       | アシュリー・ミシェル・ホバン                         | 2021年7月15日 |
| 3         | 3             | "ダンチの挑戦" "Dock Ellis"                        | ジェニファー・モリソン | エヴァン・ライト                                     | 2021年7月15日 |
| 4         | 4             | "新天地で" "An Occurrence at Randall Kirby's Sink" | ジェニファー・モリソン | アーマドゥ・ガルバ                                   | 2021年7月15日 |
| 5         | 5             | "ダンチの本性" "The $?!& in the Bed"               | ソー・ヨン・キム       | マシュー・ホワイト                                   | 2021年7月15日 |
| 6         | 6             | "剥がれ落ちた仮面" "Occam's Razor"                 | ソー・ヨン・キム       | サラ・ピアソン、マックスウェル・マイケル・トゥーソン | 2021年7月15日 |
| 7         | 7             | "出口の見えない日々" "Feet of Clay"                | ソー・ヨン・キム       | アシュリー・ミシェル・ホバン、アーマドゥ・ガルバ     | 2021年7月15日 |
| 8         | 8             | "懲りない男の顛末" "Hardwood Floors"               | ソー・ヨン・キム       | パトリック・マクマナス                               | 2021年7月15日 |

### シーズン2（2023年）
| 通算 話数 | シーズン 話数 | タイトル                                                          | 監督                   | 脚本                                         | 放送日         |
| --------- | ------------- | ----------------------------------------------------------------- | ---------------------- | -------------------------------------------- | -------------- |
| 9         | 1             | "まるで魔法" "Like Magic"                                         | ジェニファー・モリソン | アシュリー・ミシェル・ホバン                 | 2023年12月21日 |
| 10        | 2             | "危険な交際" "Worth the Risk"                                     | ジェニファー・モリソン | リンダ・ゲイズ                               | 2023年12月21日 |
| 11        | 3             | "地平線" "The Horizon"                                            | ジェニファー・モリソン | ニランジャナ・ボーズ、ジャクブ・シウピンスキ | 2023年12月21日 |
| 12        | 4             | "解毒の舞" "Tarantela Telaraña"                                   | ジェニファー・モリソン | グレゴリー・ロックリアー                     | 2023年12月21日 |
| 13        | 5             | "191回" "191"                                                     | ローラ・ベルジー       | バシール・ガヴリエル                         | 2023年12月21日 |
| 14        | 6             | "霧" "The Fog"                                                    | ローラ・ベルジー       | サラ・ピアソン                               | 2023年12月21日 |
| 15        | 7             | "人道的使用" "Compassionate Uses"                                 | ローラ・ベルジー       | マシュー・ホワイト                           | 2023年12月21日 |
| 16        | 8             | "外科医、独身者、そして冷血鬼" "Surgeons, Bachelors and Butchers" | ローラ・ベルジー       | アシュリー・ミシェル・ホバン、ルカ・ロハス   | 2023年12月21日 |

## 製作

### 企画
2018年10月3日、NBCユニバーサルは、パトリック・マクナマスがポッドキャストの『ドクター・デス』をリミテッドシリーズとして脚色し、エスケープ・アーティストを通じてトッド・ブラック、ジェイソン・ブルメンタル、スティーヴ・ティッシュとともに製作総指揮を努め、ハーラン・ロペスとマーシャル・ルーイも製作に参加することを発表した。2019年9月17日に、NBCユニーバサルはこのシリーズが自社のストリーミングサービスのPeacockで配信されることを発表した。2020年1月にスティーヴン・フリアーズが最初の2話の演出を行うことが発表された。2020年9月、フリアーズはマギー・カイリーと交代させられた。2022年7月14日、Peacockは第2シーズンを製作し、同時にアシュリー・ミシェル・ホパンがプロデューサーから製作総指揮と新たなショーランナーに昇格することを発表した。第2シーズンはパオロ・マッキャリーニに焦点を当てることとなった。2022年10月18日、ジェニファー・モリソンが第2シーズンの第1話から第4話を、ローラ・ベルジーが同じく第5話から第8話を演出することが発表された。

### キャスティング
2019年8月9日、ジェイミー・ドーナン、アレック・ボールドウィン、クリスチャン・スレーターがそれぞれクリストファー・ダンチ、ロバート・ヘンダーソンおよびランダル・カービー各医師に配役された。2020年3月、グレイス・ガマー、モリー・グリッグス、アナソフィア・ロブ、クリス・サリヴァンがシリーズのキャストに加わった。2020年10月12日、ドーナンとサリヴァンの代わりに、それぞれジョシュア・ジャクソンとドミニク・バージェスが配役された。同月後半にヒューバート・ポイント＝ドゥ・ジュール、メリーアン・ブランケットが実名ではない役柄と役名で出演した。2021年2月12日にキャリー・プレストンがキャストに加わった。2022年11月、第2シーズンに向けてエドガー・ラミレスとマンディ・ムーアがそれぞれパオロ・マッキャリーニ役とベニータ・アレクサンダー役に配役された。2023年1月23日、リタ・ヴォルク、ジャック・ダベンポート、アニカ・ボラス、サンドラ・アンドレイスが第2シーズンのリカーリングキャラクターとしてキャストに加わった。

## 公開
2021年5月17日、公式トレイラーの公開とともに本作が2021年の夏に公開されることが発表された。第1シーズンは全8話として、2021年7月15日に公開された。第2シーズンも全8話として、2023年12月21日に公開された。
カナダでは2021年9月12日にShowcaseで放送された。
本シリーズは2022年10月5日からUSAネットワークで放送された。

## 受容
レビュー収集サイトのRotten Tomatoesは、29件の批評家のレビューに基づく平均スコア7.5/10からシリーズの第1シーズンの支持率を95%と報告した。同サイトの批評家による総評は、「視聴者を待合室で少し長く待たせるものの、『ドクター・デス』はジョシュア・ジャクソンの十分に不安を掻き立てる演技を中心に展開される、医療過誤を描いた恐ろしい物語であることに変わりはない」となっている。加重平均を採用するMetacriticは、第1シーズンに12人の批評家による100点満点中75点の評価を与え、「概ね好評」を示している。
『エンターテインメント・ウィークリー』誌のクリステン・ボールドウィンはシーズン1にAマイナスの評価を与え、「物語の展開と経緯だけでも十分に悲惨だ。『ドクター・デス』は、クリストファー・ダンチがこれ以上の害を及ぼさないように長年闘ってきた人々に焦点を当てることで成功を収めている」と批評した。
第2シーズンは、Rotten Tomatoesで10件の批評家レビューに基づき80%の支持率を獲得し、平均評価は7/10となっている。同サイトの批評家による総評では、「エドガー・ラミレスとマンディ・ムーアを悪夢のような恋愛に巻き込み、身の毛もよだつような結末を迎える『ドクター・デス』の第2シーズンは、容赦ないメスで切り裂くような作品だ」とされている。加重平均を採用するMetacriticは、6人の批評家による評価に基づき、シーズン2に100点満点中67点を付け、「概ね好評」と評価している。